# Norbert Koch (Radsportler)

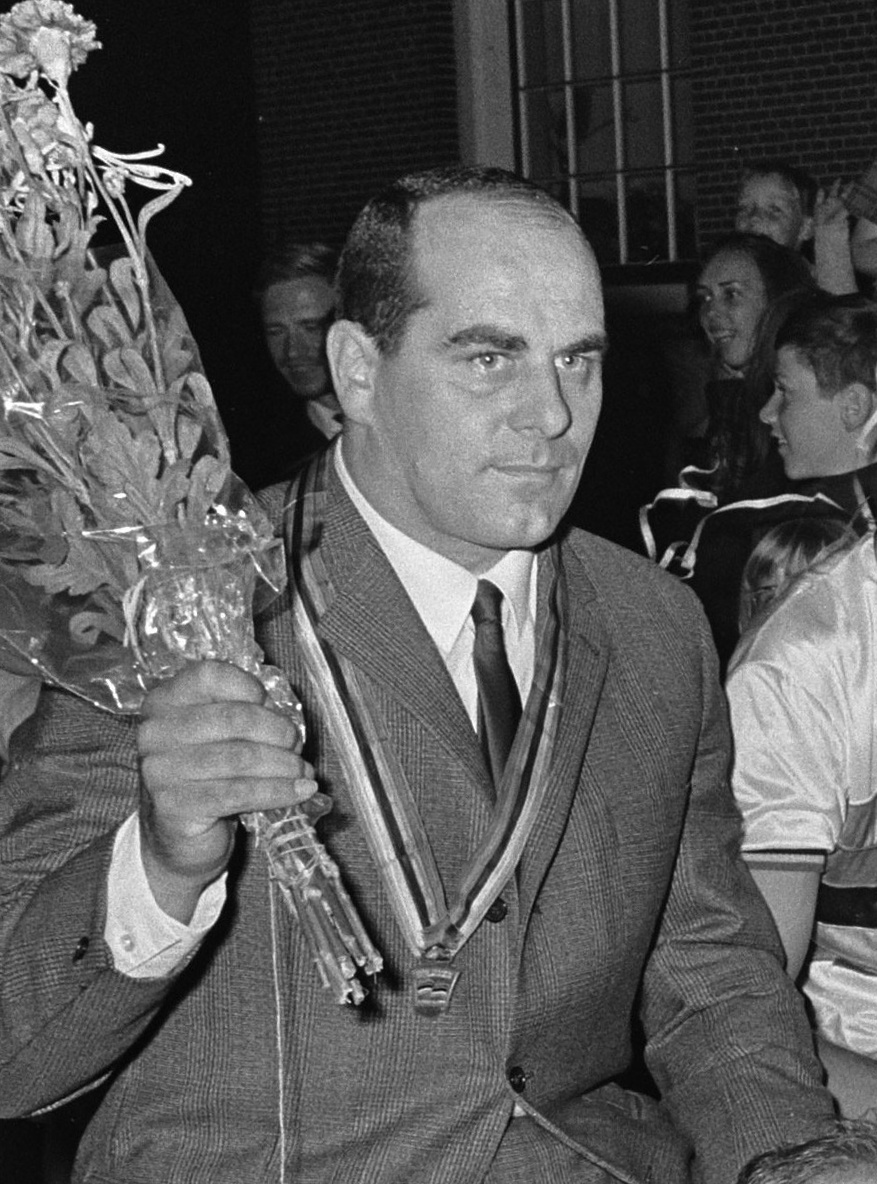
Noppie Koch (1967)

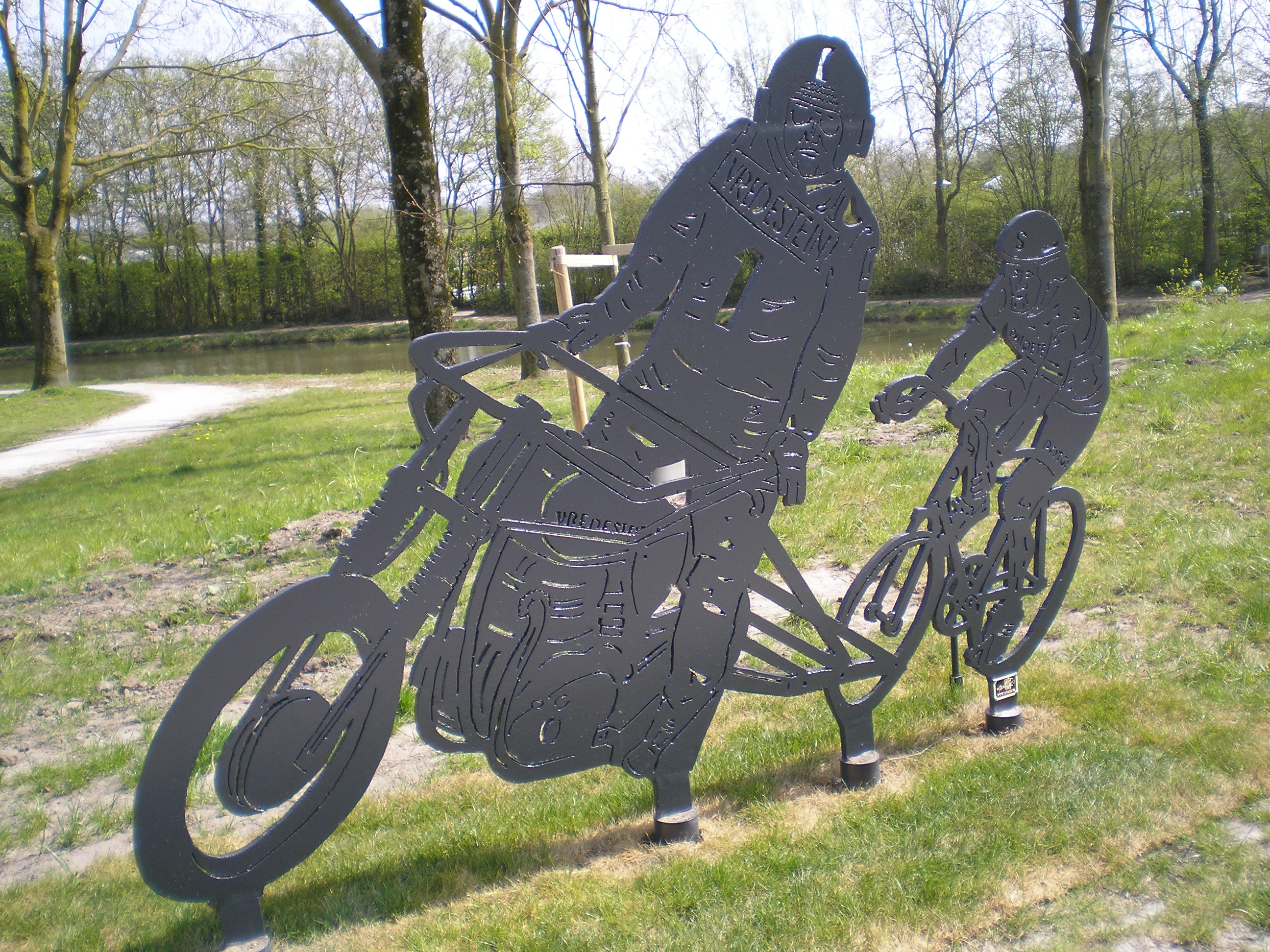
Denkmal für Koch und Martin Venix in Utrecht

Norbert Longinus Johannes „Noppie“ Koch (* 22. März 1932 in Utrecht; † 7. Dezember 2010 in Nieuwegein) war ein niederländischer Radsportler und legendärer Schrittmacher bei Steherrennen der 1960er- bis 1980er-Jahre.

## Sportliche Laufbahn
Anfang der 1950er-Jahre begann Norbert Koch seine Laufbahn als Amateur-Radsportler. 1954 wurde er Dritter bei den Niederländischen Bahn-Meisterschaften im Sprint, anschließend verlegte er sich zunehmend auf Steherrennen. 1955 wurde er Zweiter in dieser Disziplin bei den nationalen Titelkämpfen; 1959, 1962 und 1963 wurde er Niederländischer Meister der Steher. 1959 wurde er Dritter der Europa- und 1959 sowie 1960 Dritter der Weltmeisterschaften.
Anschließend (zu Beginn der Saison 1964) gab Koch den aktiven Radsport auf und wurde Schrittmacher bei Steher- und Dernyrennen. Seinen ersten internationalen Erfolg feierte er 1966 bei den Bahn-WM in Frankfurt am Main, als er seinen Landsmann Piet de Wit – wie auch 1967 – zum Titel führte. Bei den Profis wurde er 1966 mit dem Fahrer Leo Proost Dritter. Mit Mattheus Pronk wurde Koch 1979 und 1981 Weltmeister der Amateur-Steher, 1980, 1982 sowie 1983 jeweils Vizeweltmeister.
1979 und 1982 wurde Martin Venix hinter Norbert Koch Weltmeister der Profi-Steher. Hinzu kamen zwei Vize-Weltmeisterschaften, 1978 vor Venix und 1985 vor Danny Clark. Koch war auch als Schrittmacher auf dem Derny erfolgreich. So stellte Theo Verschueren 1970 einen Stundenweltrekord über 64,546 km hinter Kochs Führung auf seiner Heimatbahn im Sportpaleis von Antwerpen auf.
Koch beendete seine Karriere nach einem schweren Sturz im Dernyrennen beim Kölner Sechstagerennen 1988/89, in den u. a. auch Dietrich Thurau verwickelt war.

## Ehrungen
Im April 2015 wurde für Norbert Koch und den Steher Martin Venix in Utrecht am Stadion Galgenwaard ein Denkmal enthüllt. Es wurde dem untenstehenden Foto von der Weltmeisterschaft 1979 nachgebildet, bei der Koch Martin Venix zum WM-Titel führte (mit dem Unterschied, dass Koch auf dem Denkmal eine „1“ vorne auf seinem Anzug trägt statt einer „6“ wie auf dem Foto). Es ist das erste Denkmal weltweit, das dem Stehersport gewidmet ist.

## Erfolge als Schrittmacher (Auszug)
10 Weltmeisterschaften

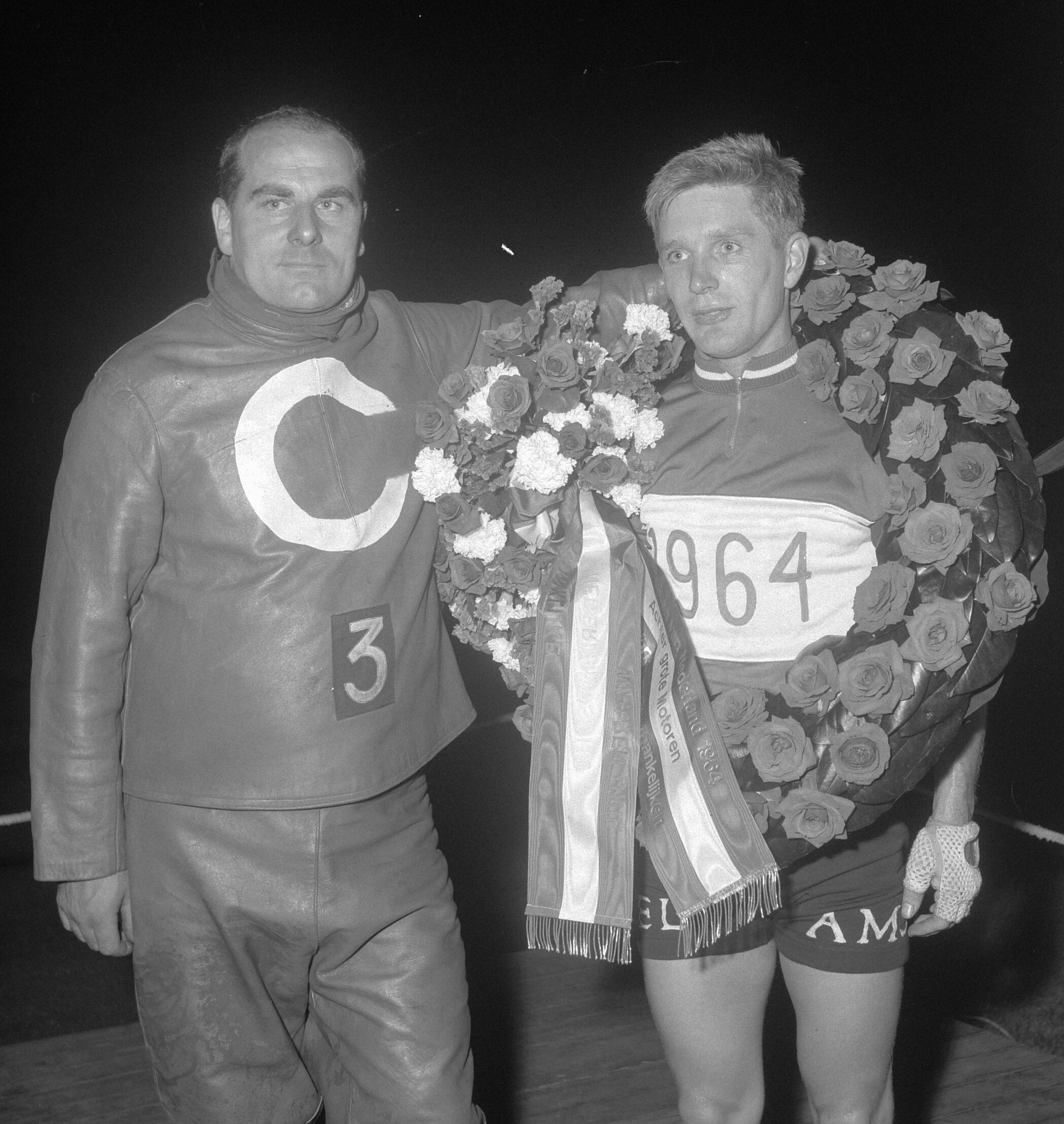
Koch mit Hennie Marinus als niederländischer Steher-Meister 1964

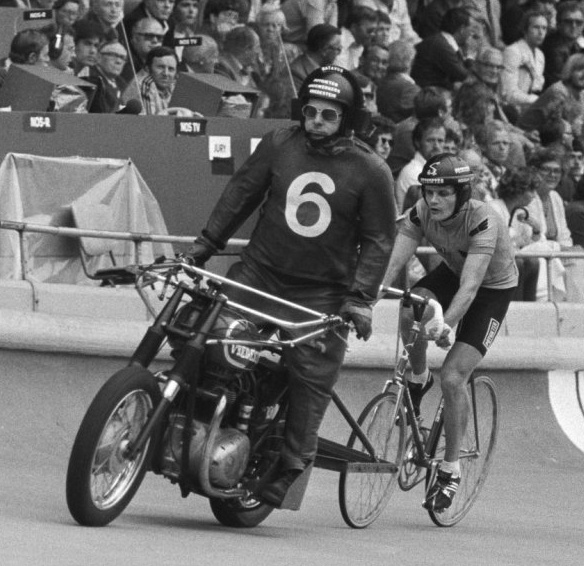
Koch mit Martin Venix (1979)

4 Weltmeisterschaften der Amateur-Steher
- 1966 – Weltmeister der Amateur-Steher mit Piet de Wit / Niederlande
- 1967 – Weltmeister der Amateur-Steher mit Piet de Wit / Niederlande
- 1979 – Weltmeister der Amateur-Steher mit Mattheus Pronk / Niederlande
- 1981 – Weltmeister der Amateur-Steher mit Mattheus Pronk / Niederlande

6 Weltmeisterschaften der Profi-Steher
- 1967 – Weltmeister der Profi-Steher mit Leo Proost / Niederlande
- 1968 – Weltmeister der Profi-Steher mit Leo Prost / Niederlande
- 1971 – Weltmeister der Profi-Steher mit Theo Verschueren / Belgien
- 1972 – Weltmeister der Profi-Steher mit Theo Verschueren / Belgien
- 1979 – Weltmeister der Profi-Steher mit Martin Venix / Niederlande
- 1982 – Weltmeister der Profi-Steher mit Martin Venix / Niederlande

 14 Europameisterschaften
7 Steher-Europameisterschaften (Profis)
- 1965 – Steher-Europameister mit Leo Proost / Belgien in Zürich
- 1966 – Steher-Europameister mit Leo Proost / Belgien in Berlin
- 1967 – Steher-Europameister mit Dieter Kemper / Deutschland in Dortmund
- 1969 – Steher-Europameister mit Dieter Kemper / Deutschland in Dortmund
- 1972 – Steher-Europameister mit Dieter Kemper / Deutschland in Dortmund
- 1973 – Steher-Europameister mit Dieter Kemper / Deutschland in Dortmund
- 1975 – Steher-Europameister mit Dieter Kemper / Deutschland in Berlin

7 Derny-Europameisterschaften (Profis)
- 1968 – Derny-Europameister mit Theo Verschueren / Belgien in Antwerpen
- 1971 – Derny-Europameister mit Theo Verschueren / Belgien in Antwerpen
- 1972 – Derny-Europameister mit Theo Verschueren / Belgien in Köln
- 1973 – Derny-Europameister mit Theo Verschueren / Belgien in Antwerpen
- 1974 – Derny-Europameister mit Theo Verschueren / Belgien in Rotterdam
- 1978 – Derny-Europameister mit René Pijnen / Niederlande in Antwerpen
- 1987 – Derny-Europameister mit Constant Tourné / Belgien in Stuttgart

## Berufliches
Koch war Inhaber einer Fabrik in seiner Heimatstadt, die Plastikschilder produzierte.